# Inocybe
Inocybe és un gènere de bolets gran i complex. Els membres de Inocybe són micorrízics, i estan adaptats a diferents espècies d'arbres.

## Descripció

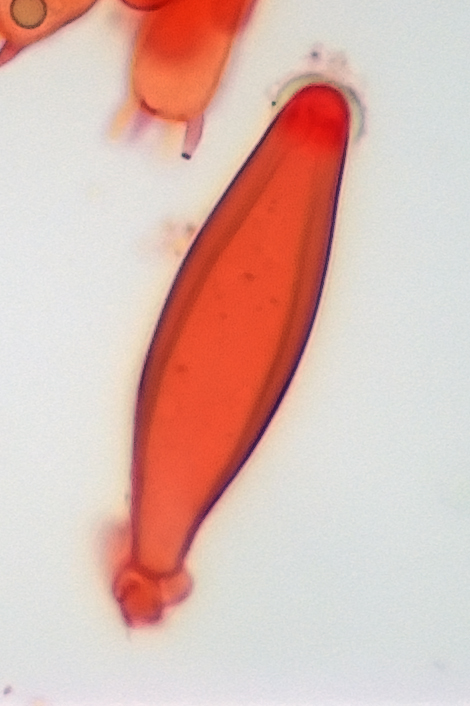
Els cistidis de tipus metuloide són una característica del gènere Inocybe que serveix per identificar les espècies.

Aquest bolets són típicament de diversos tons marrons, però també n'hi ha de liles o porpres. Els seus capells són petits i cònics però s'aplanen una mica amb l'edat. El capell sovint apareix fibrós, moltes espècies tenne una olor distintiva.

## Classificació
Originàriament es van ubicar dins la família Cortinariaceae (més tard es va veure que era polifilètica), les anàlisis filogenètiques fan que sigui millor considerar-la el gènere tipus dins la família Inocybaceae.

## Toxicitat
Les espècies de Inocybe no són considerades comestibles. Moltes espècies contenen grans dosis de muscarina. Només es poden identificar les espècies amb microscopi. Mentre que la immensa majoria d'espècies són tòxiques poques són al·lucinògenes, contenenn psilocybina incloent Inocybe aeruginascens el qual també conté aeruginascina (N, N, N-trimetil-4-fosforiloxitriptamina).

## Taxonomia
Hi ha unes cent espècies incloent:
- Inocybe adaequata
- Inocybe aeruginascens (psicoactiva)
- Inocybe calamistrata (tòxica)
- Inocybe coelestium (psicoactiva)
- Inocybe corydalina var. corydalina Quél. (psicoactiva)
- Inocybe corydalina var. erinaceomorpha (psicoactiva)
- Inocybe erubescens (= I. patouillardii) taca de vermell

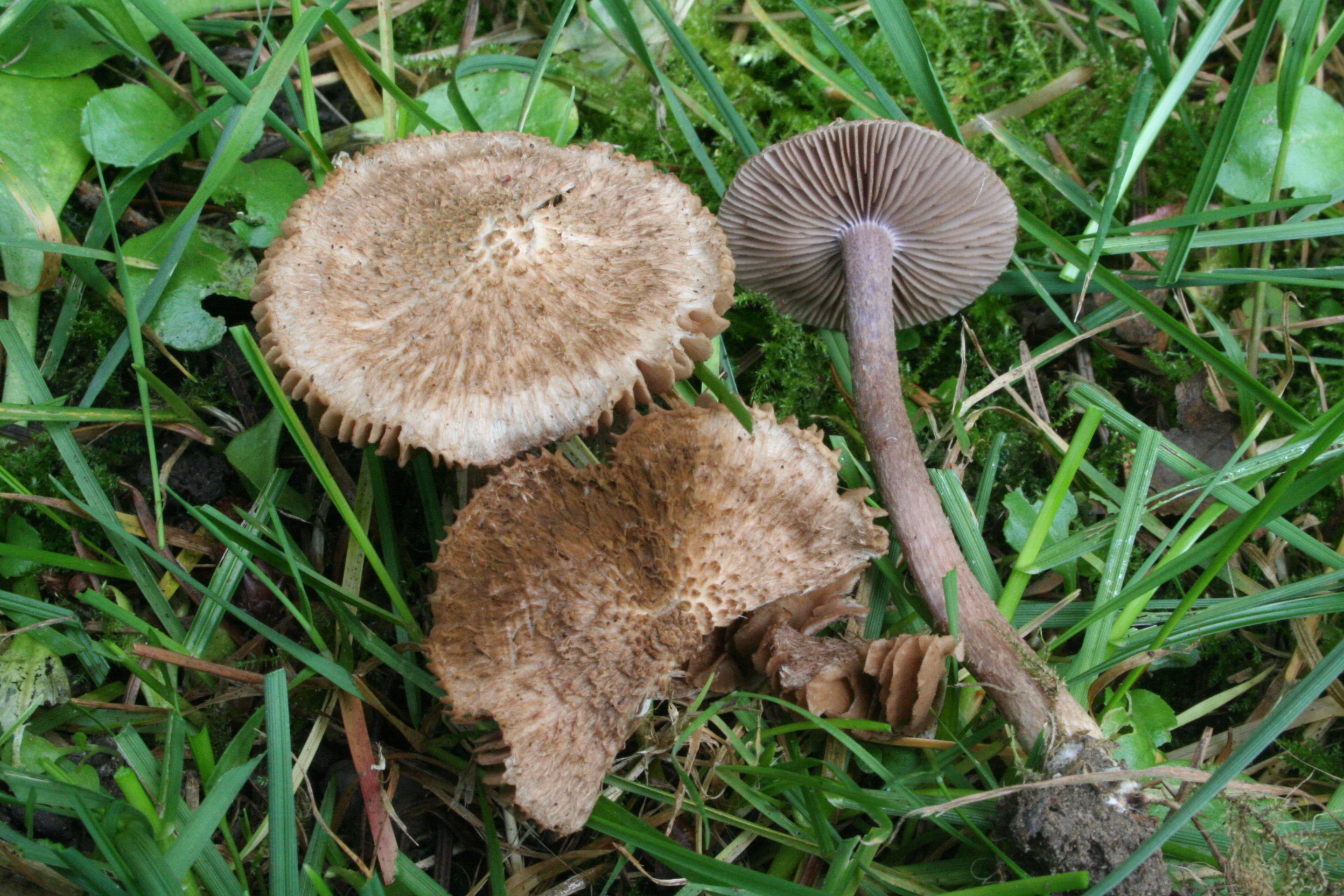
I. obscura

- Inocybe geophylla (tòxic)
- Inocybe haemacta (psicoactiva)
- Inocybe hystrix

- Inocybe lacera
- Inocybe obscura
- Inocybe rimosa (= I. fastigiata)
- Inocybe sororia
- Inocybe tricolor (psicoactiva)
- Inocybe violaceocaulis.[5]